# Clintonville (Wisconsin)
Clintonville é uma cidade localizada no estado norte-americano de Wisconsin, no Condado de Waupaca.

## Demografia
Segundo o censo norte-americano de 2000, a sua população era de 4736 habitantes.
Em 2006, foi estimada uma população de 4473, um decréscimo de 263 (-5.6%).

## Geografia
De acordo com o United States Census Bureau tem uma área de
11,1 km², dos quais 10,9 km² cobertos por terra e 0,2 km² cobertos por água.

## Localidades na vizinhança
O diagrama seguinte representa as localidades num raio de 24 km ao redor de Clintonville.